# Xeksnà
El Xeksnà - Шексна (rus) - és un riu de Rússia, un afluent per l'esquerra del Volga. Passa per l'óblast de Vólogda.
És l'emissari principal del llac Béloie, a 120 m d'altitud, i desemboca al riu Volga a l'alçada de l'embassament de Ríbinsk, prop de la ciutat de Txerepovets. El Xeksnà té una llargària de 139 km i drena una conca de 19.000 km², amb un cabal mitjà de 172 m³/s. Si es tenen en compte tots els seus afluents, té una llargària de 440 km.

## Galeria d'imatges

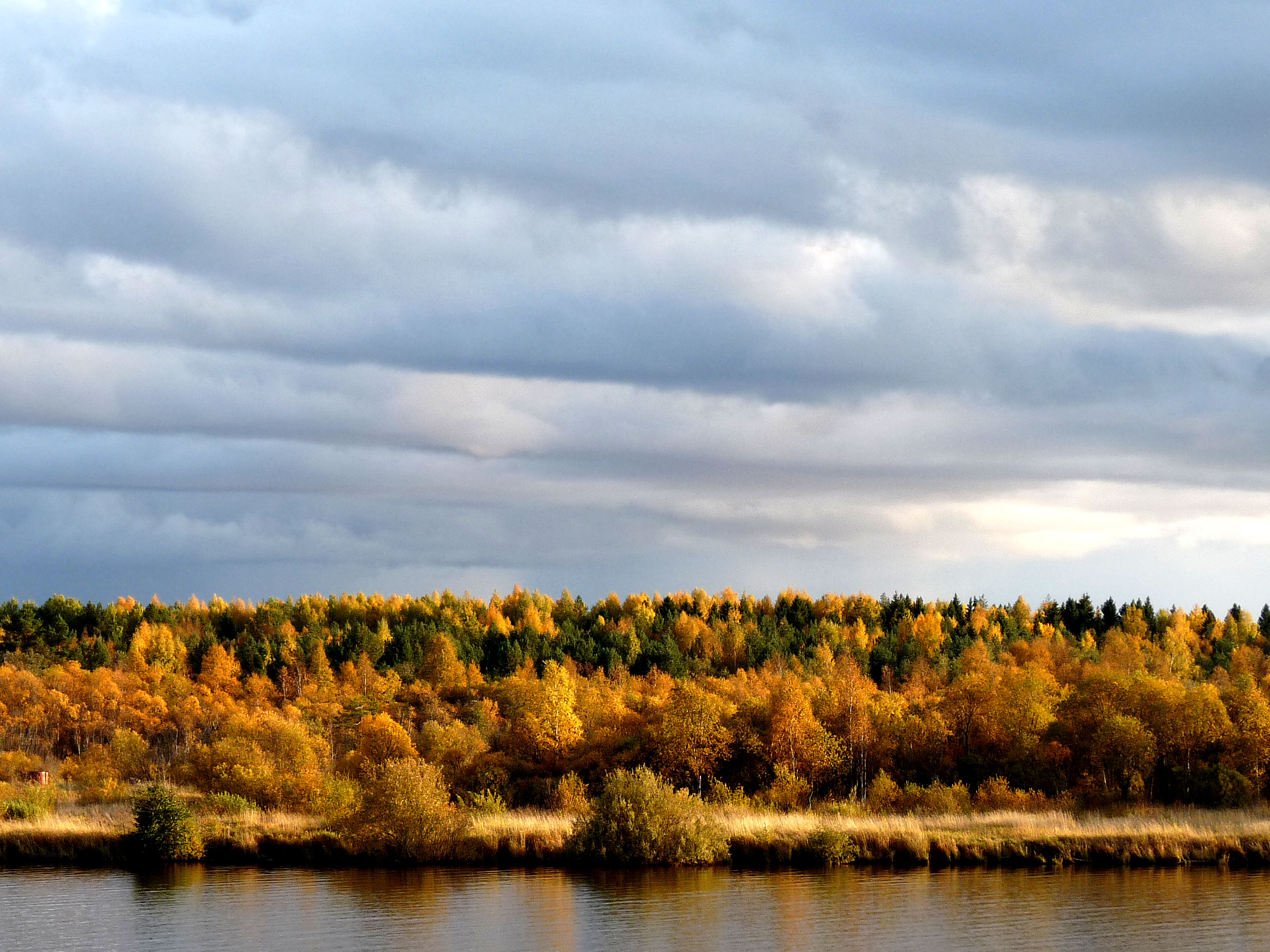
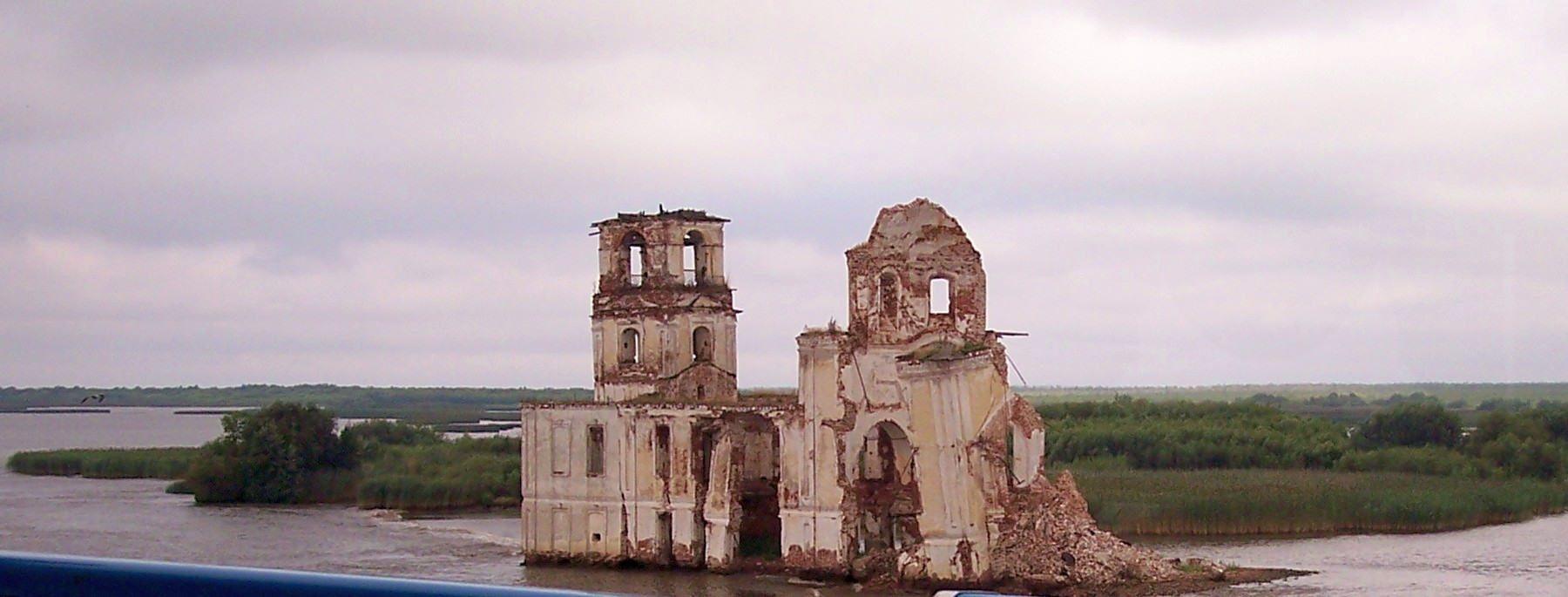
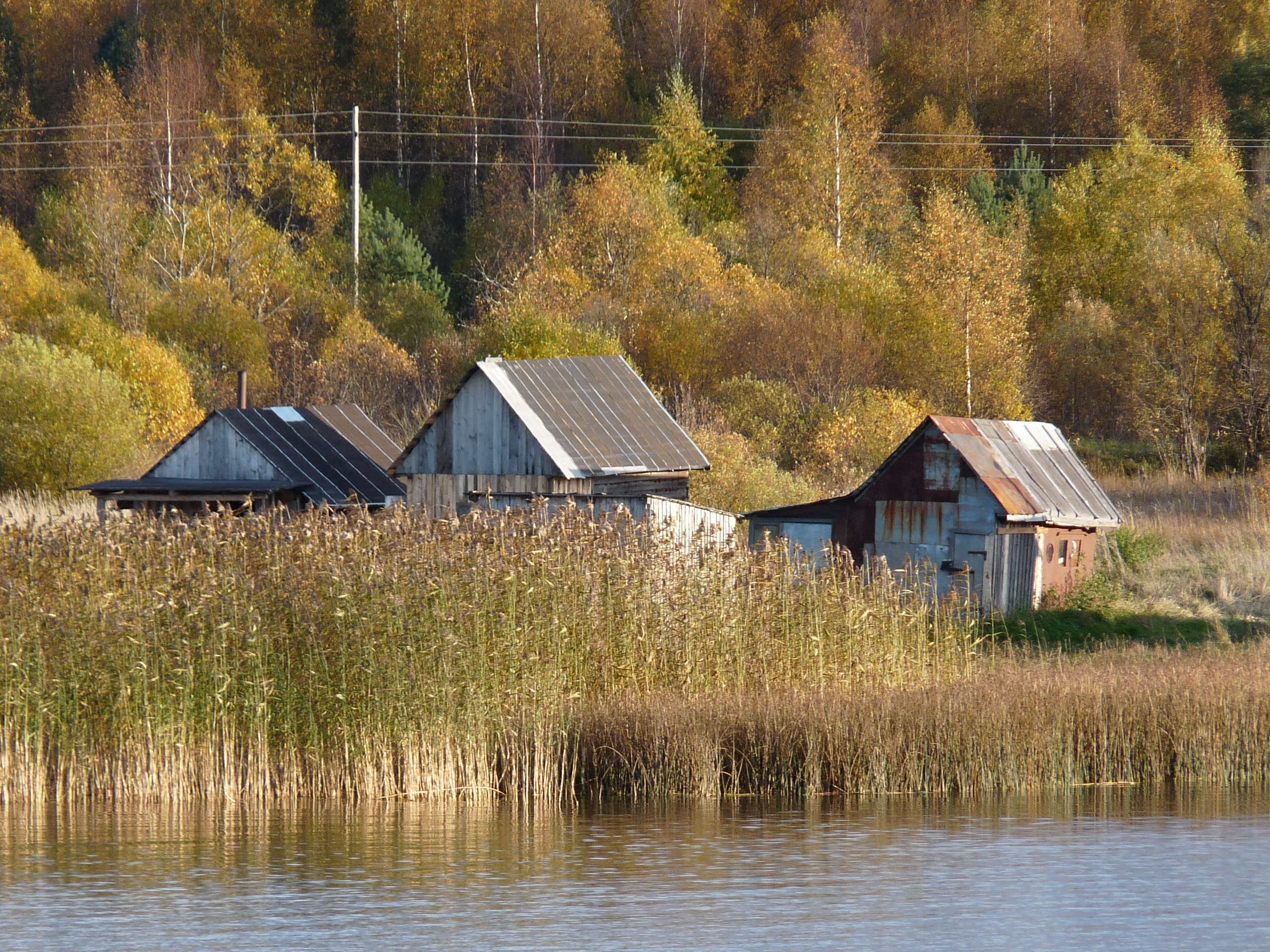
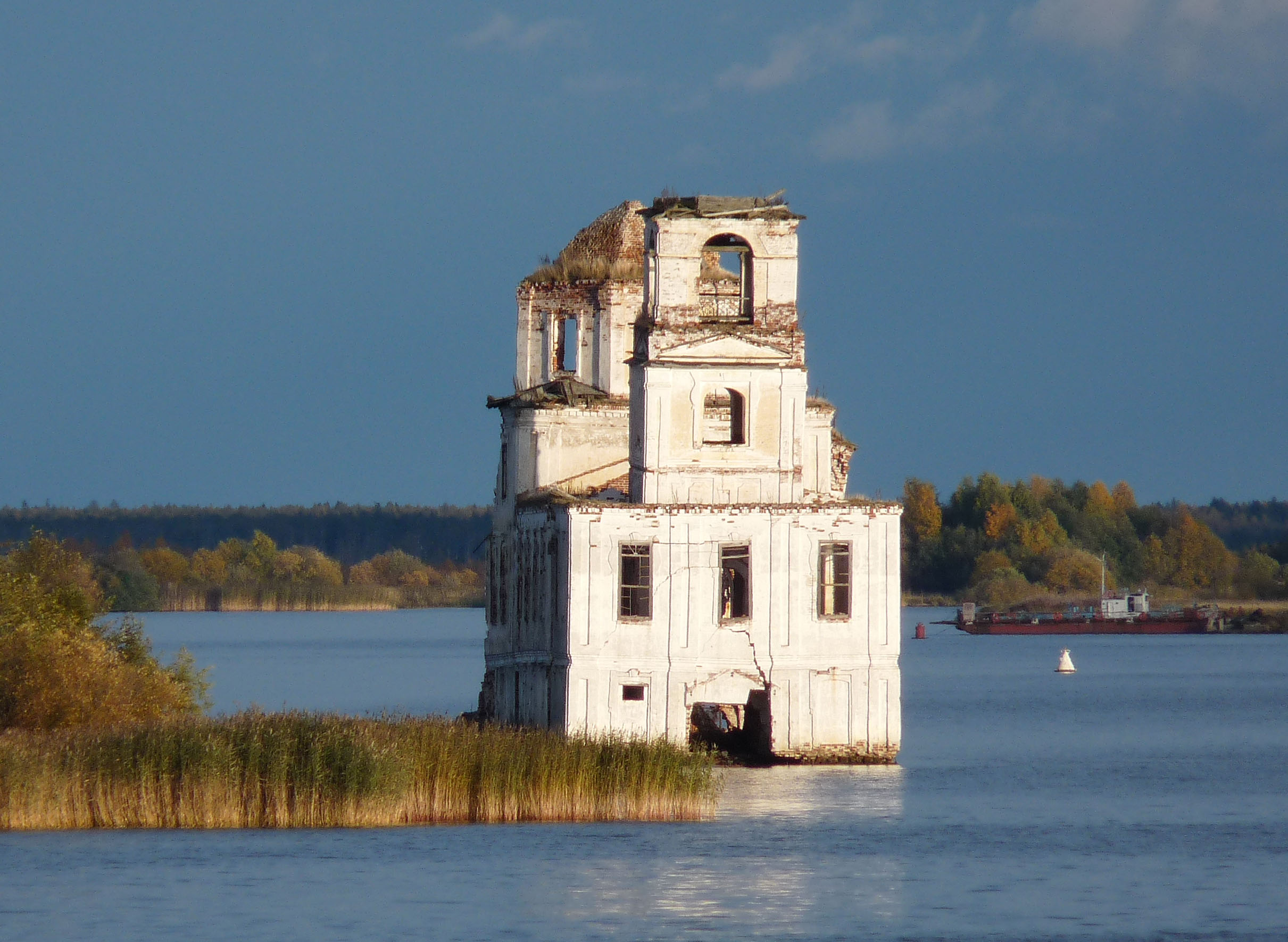
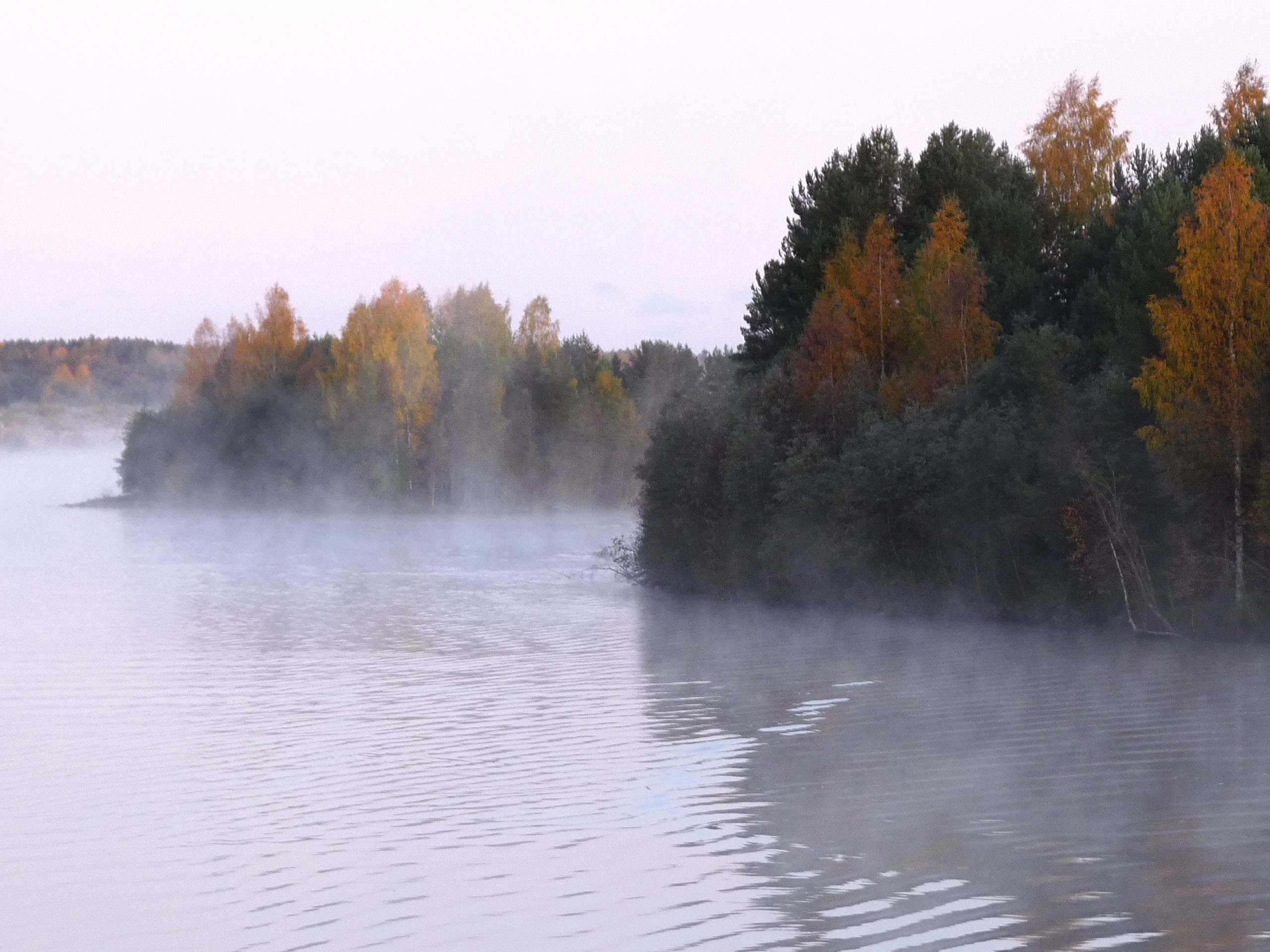
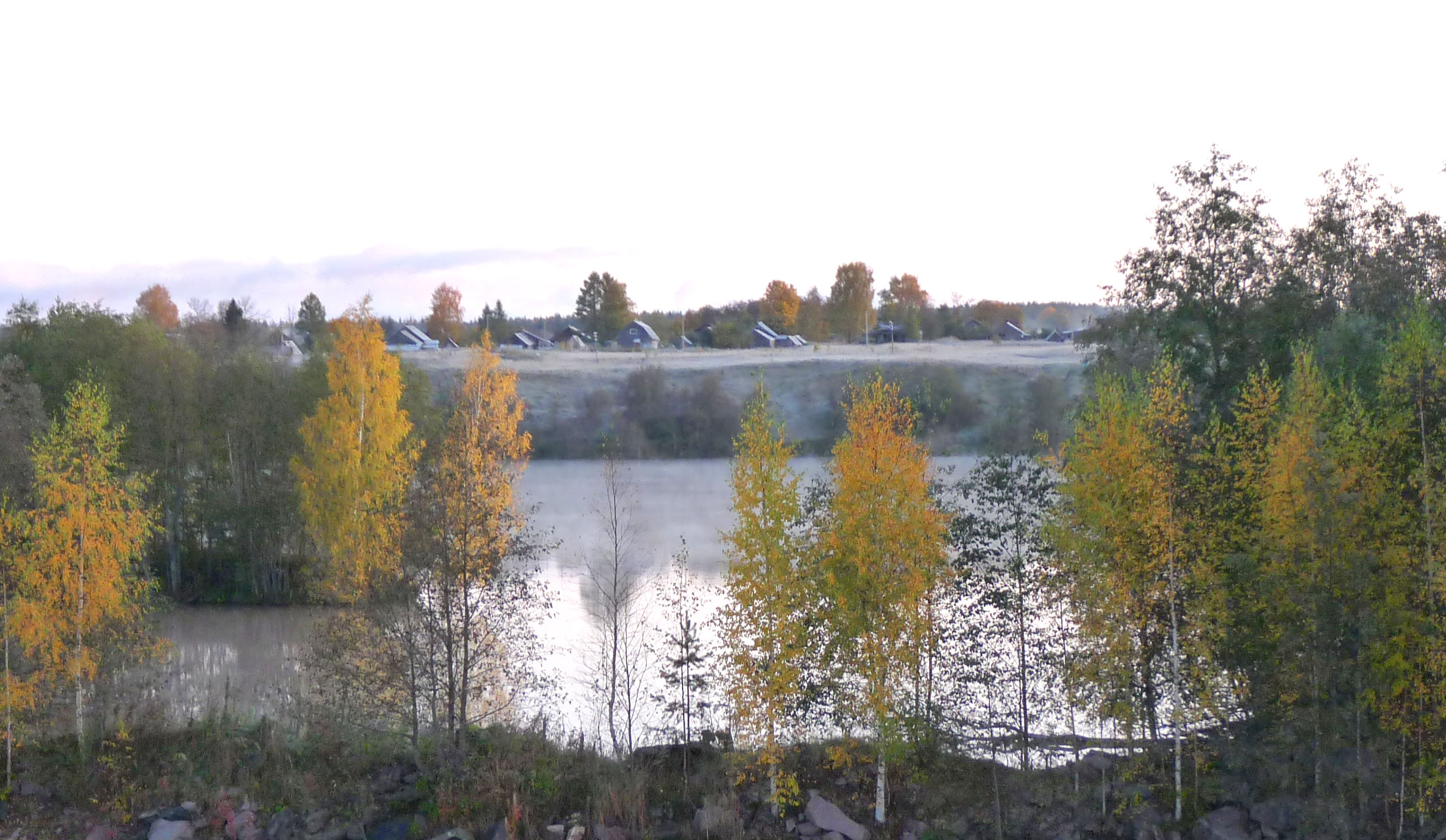
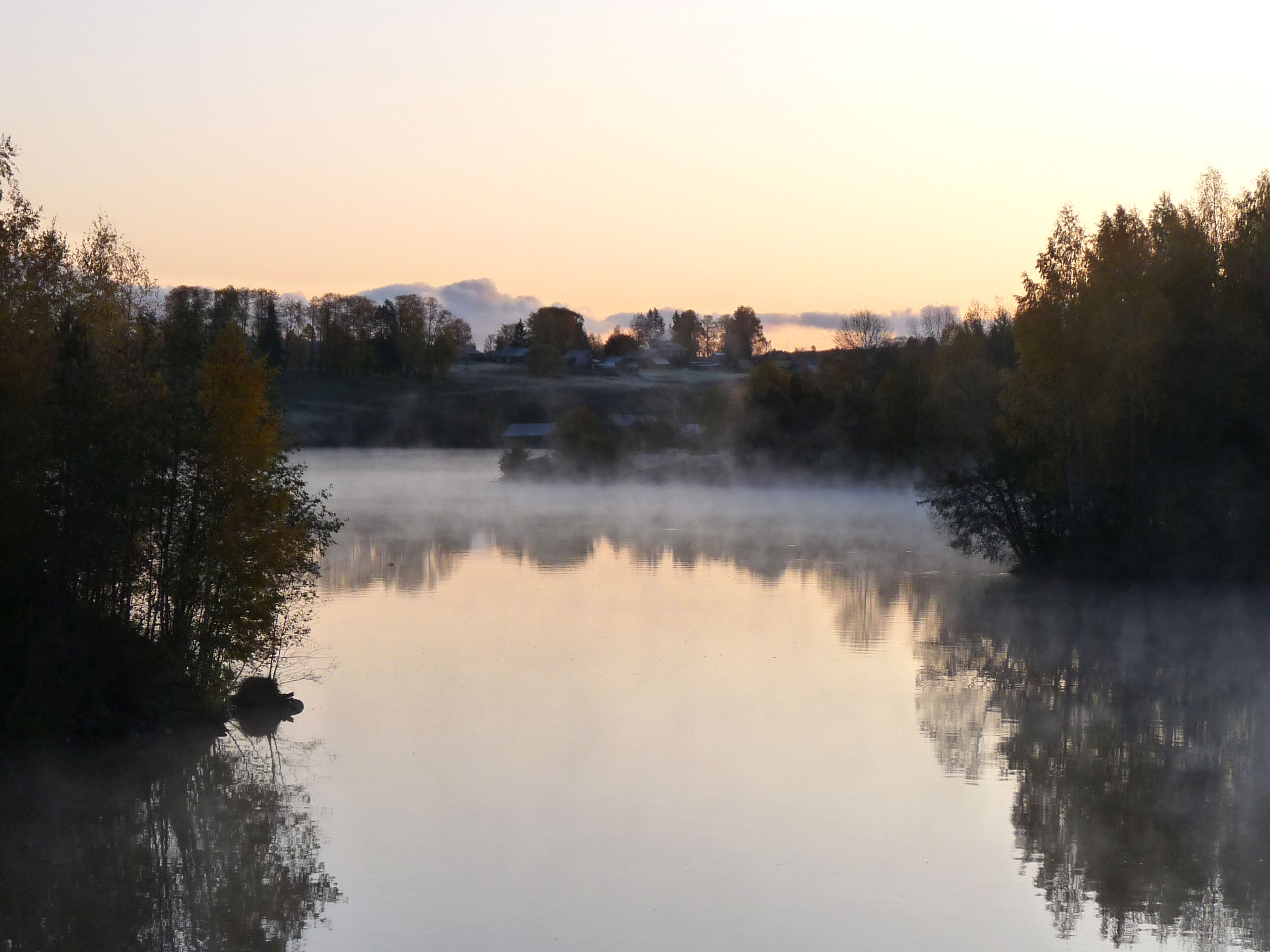